# Wilton Daniel Gregory
Wilton Daniel Gregory (* 7. prosince 1947, Chicago) je americký římskokatolický kněz, od roku 2019 arcibiskup washingtonský a od roku 2020 kardinál.

## Život
Na kněze byl vysvěcen v roce 1973 a biskupské svěcení obdržel v roce 1983.
Dne 25. října 2020 papež František oznámil během modlitby Anděl Páně, že jej dne 28. listopadu 2020 bude kreovat kardinálem. Tím se stal arcibiskup Gregory prvním kardinálem afroamerického původu. Kardinálská kreace proběhla dne 28. listopadu 2020 v bazilice sv. Petra. 